# 劉敬與
劉敬與（1684年—？），字邻初，福建福清人，清朝政治人物，同進士出身。
康熙五十三年，福建鄉試中舉。雍正元年（1723年）癸卯恩科进士，三甲第二十五名，授庶吉士，改行人司行人。与谢道承参与纂修乾隆《福建通志》。